# … Farm Out!
… Farm Out! ist das zweite Studioalbum der schwedischen Country-Dance-Band Rednex. Es erschien am 25. September 2000.

## Hintergründe
Nach dem kommerziell erfolgreichen Debütalbum Sex & Violins trennte sich das Projekt von der Leadsängerin Mary Joe. Ersetzt wurde sie durch die Musikerin Whippy, die fortan die weiblichen Parts einsang. Obwohl er erneut kein offizielles Bandmitglied darstellte und in den Credits lediglich unter dem Punkt „Additional Vocals“ genannt wird, übernahm Göran Danielsson wie beim Vorgängeralbum auf einigen Liedern den männlichen Leadgesang. Die meisten der weiteren Bandmitglieder trugen neben den Instrumenten auch zusätzliche Vocals vor. Mit Ranis, Örjan Öban Öberg, L. Teijo und Thomas Hegert waren einige der Hauptproduzenten und -songwriter des ersten Albums erneut an der Entstehung des Werkes beteiligt.
… Farm Out! erschien in vier verschiedenen Versionen. Die europäische Standard Edition beinhaltet 15 Tracks; darunter elf Lieder und vier Skits. Auf der taiwanesischen Ausgabe gibt es zusätzlich noch zwei eigenständige Bonussongs, die neben einem weiteren Lied auch auf der australischen Version des Werkes zu finden sind. Im Vergleich zur Standard Edition fehlen auf der offiziellen Download-Version des Albums zwei der Skits, sowie das Lied The Devil Went Down to Georgia, womit diese die kürzeste Variante des Albums darstellt.
Aus der regulären Edition wurden vier Singles ausgekoppelt: The Way I Mate, The Spirit of the Hawk, Hold Me for a While und Where You Gonna Go, letztere jedoch aus ungeklärten Gründen erst 17 Jahre nach Veröffentlichung des Albums. Das auf den Taiwan- und Australien-Editionen enthaltene Stück We’re In It for the Money erhielt 2016 unter dem Titel Innit for the Money ebenfalls einen Single-Release. The Spirit of the Hawk erwies sich insbesondere im deutschsprachigen Europa als großer kommerzieller Erfolg und war in Deutschland und Österreich, wo es jeweils Platz eins der Charts erreichte, das zweit- bzw. dritterfolgreichste Lied des Jahres 2000. The Way I Mate und Hold Me for a While ernteten im Vergleich moderate Positionen in den Hitparaden; die letzten beiden Singles konnten sich international nicht in den Charts beweisen.

## Musik
Die meisten Lieder des Albums basieren auf einer für die Band typischen und charakteristischen Vermischung der Genres Country und Eurodance. Zumeist geben stampfende Bass Drums einen statischen Takt an, auf welchem Instrumente wie Banjos und Fideln zum Einsatz kommen, welche lebhaft und schnell gespielt werden. Die Lieder bedienen sich häufig Klischees des wilden Westens, durch welche, in Kombination mit groteskem Humor und überspitzten, cartoonhaften Soundeffekten, ein hohes Maß an Selbstironie vermittelt wird.
Besonders auffällige Ausnahmen des musikalischen und atmosphärischen Stils sind allerdings die beiden Singles The Spirit of the Hawk und Hold Me for a While. Während es sich bei letzterem um eine ernsthaft vorgetragene Ballade handelt, die sich gegen Ende in einen dramatischen Höhepunkt mit Chor steigert, verzichtet ersterer zugunsten dominanter, bombastischer indianischer Elemente gänzlich auf Einflüsse der Country-Musik, und vermittelt mittels einer rezitierten Rede des Häuptlings Chief Joseph eine Antikriegsbotschaft.

## Covergestaltung
Das Cover zeigt Sängerin Whippy beim Amtsantritt für den Posten der US-amerikanischen Präsidentin. Sie erhebt vor einem mit mehreren Mikrofonen ausgestatteten Holzpult ihre Hand zum Eid. Dabei trägt sie ein schwarzes, tief ausgeschnittenes Kleid und Arm- bzw. Halsbänder aus Leder. Vor der Szenerie befinden sich weiße Säulen, auf denen eine Plakette, auf der die Aufschrift „The President of the United States“ sowie ein Wappen abgebildet ist, angebracht ist. Der Bandname, und daneben wesentlich kleiner der Albumtitel, stehen in der Bildmitte, wobei der in weißen Farben gehaltene Schriftzug dem einer Schreibmaschine nachempfunden sind.
Das Cover der australischen Version ziert die Band, die vor einem neutralen, grauen Hintergrund posiert. Die Schriftzüge sind mit denen, die sich auch auf allen anderen Versionen befinden, ident.

## Titelliste
| Nr. | Titel                                                                                               | Länge |
| --- | --------------------------------------------------------------------------------------------------- | ----- |
| 1.  | Intro (Fresh Pigs and More)                                                                         | 1:00  |
| 2.  | The Spirit of the Hawk (F.A.F. Radio Mix)                                                           | 3:57  |
| 3.  | The Way I Mate                                                                                      | 3:43  |
| 4.  | The Devil Went Down to Georgia                                                                      | 3:35  |
| 5.  | Hold Me for a While                                                                                 | 4:44  |
| 6.  | Boring...                                                                                           | 0:28  |
| 7.  | Where You Gonna Go                                                                                  | 3:23  |
| 8.  | Maggie Moonshine (Extended Version)                                                                 | 4:20  |
| 9.  | Animal in the Rain                                                                                  | 0:11  |
| 10. | Ranger Jack                                                                                         | 4:15  |
| 11. | Get the Truck Loaded                                                                                | 3:43  |
| 12. | Message from Our Sponsors (Advertising Tune, Cotton Eye Joe, Wish You Were Here, Old Pop in an Oak) | 0:49  |
| 13. | Is He Alive                                                                                         | 3:22  |
| 14. | McKenzie Brothers II (Continued...)                                                                 | 3:58  |
| 15. | Bottleneck Bob 2000                                                                                 | 3:38  |

| Nr. | Titel                               | Länge |
| --- | ----------------------------------- | ----- |
| 1.  | Intro Farm Out                      | 0:59  |
| 2.  | The Spirit of the Hawk              | 3:57  |
| 3.  | The Way I Mate                      | 3:43  |
| 4.  | Hold Me for a While                 | 4:45  |
| 5.  | Boring...                           | 0:27  |
| 6.  | Where You Gonna Go                  | 3:22  |
| 7.  | Maggie Moonshine (Extended Version) | 4:22  |
| 8.  | Ranger Jack                         | 4:14  |
| 9.  | Get the Truck Loaded                | 3:44  |
| 10. | Is He Alive                         | 3:22  |
| 11. | McKenzie Brothers II (Continued...) | 3:59  |
| 12. | Bottleneck Bob 2000                 | 3:40  |

| Nr. | Titel                                                                                               | Länge |
| --- | --------------------------------------------------------------------------------------------------- | ----- |
| 1.  | Intro (Fresh Pigs and More)                                                                         | 1:00  |
| 2.  | The Spirit of the Hawk (F.A.F. Radio Mix)                                                           | 3:57  |
| 3.  | The Way I Mate                                                                                      | 3:43  |
| 4.  | The Devil Went Down to Georgia                                                                      | 3:35  |
| 5.  | Hold Me for a While                                                                                 | 4:44  |
| 6.  | Boring...                                                                                           | 0:28  |
| 7.  | Where You Gonna Go                                                                                  | 3:23  |
| 8.  | Maggie Moonshine (Extended Version)                                                                 | 4:20  |
| 9.  | Animal in the Rain                                                                                  | 0:11  |
| 10. | Ranger Jack                                                                                         | 4:15  |
| 11. | Get the Truck Loaded                                                                                | 3:43  |
| 12. | Message from Our Sponsors (Advertising Tune, Cotton Eye Joe, Wish You Were Here, Old Pop in an Oak) | 0:49  |
| 13. | Is He Alive                                                                                         | 3:22  |
| 14. | McKenzie Brothers II (Continued...)                                                                 | 3:58  |
| 15. | Bottleneck Bob 2000                                                                                 | 3:38  |
| 16. | Here I Am                                                                                           | 3:54  |
| 17. | We’re In It for the Money                                                                           | 3:16  |

| Nr. | Titel                                                                                               | Länge |
| --- | --------------------------------------------------------------------------------------------------- | ----- |
| 1.  | Intro (Fresh Pigs and More)                                                                         | 1:00  |
| 2.  | The Spirit of the Hawk (F.A.F. Radio Mix)                                                           | 3:57  |
| 3.  | The Way I Mate                                                                                      | 3:43  |
| 4.  | The Devil Went Down to Georgia                                                                      | 3:35  |
| 5.  | Hold Me for a While                                                                                 | 4:44  |
| 6.  | Boring...                                                                                           | 0:28  |
| 7.  | Where You Gonna Go                                                                                  | 3:23  |
| 8.  | Maggie Moonshine (Extended Version)                                                                 | 4:20  |
| 9.  | Animal in the Rain                                                                                  | 0:11  |
| 10. | Ranger Jack                                                                                         | 4:15  |
| 11. | Get the Truck Loaded                                                                                | 3:43  |
| 12. | Message from Our Sponsors (Advertising Tune, Cotton Eye Joe, Wish You Were Here, Old Pop in an Oak) | 0:49  |
| 13. | Is He Alive                                                                                         | 3:22  |
| 14. | McKenzie Brothers II (Continued...)                                                                 | 3:58  |
| 15. | Bottleneck Bob 2000                                                                                 | 3:38  |
| 16. | Here I Am                                                                                           | 3:54  |
| 17. | We’re In It for the Money                                                                           | 3:16  |
| 18. | Come Closer to Me                                                                                   | 4:07  |

## Erfolg
Trotz der großen Popularität der zweiten Single The Spirit of the Hawk konnte ...Farm Out! den großen kommerziellen Erfolg des Vorgängeralbums nicht wiederholen. Dennoch erzielte es im deutschsprachigen Europa moderate Positionen in den Charts: in Deutschland erreichte es Platz 18, in Österreich Platz 34 und in der Schweiz Platz 16. In ihrer Heimat Schweden schaffte es das Album lediglich auf Platz 60.